# Soit je meurs, soit je vais mieux
Pour plus de détails, voir Fiche technique et Distribution.
Soit je meurs, soit je vais mieux est un film français de Laurence Ferreira Barbosa sorti en 2008.

## Synopsis
Un collégien devient ami avec deux jeunes filles de sa classe, des sœurs jumelles mystérieuses.

## Fiche technique
- Titre original : Soit je meurs, soit je vais mieux
- Titre anglais : Dying or Feeling Better
- Réalisation : Laurence Ferreira Barbosa
- Scénario : Nathalie Najem, Laurence Ferreira Barbosa, avec la collaboration de Christine Dory
- Directeur de la photo : Julien Hirsch
- Montage : Isabelle Poudevigne
- Musique originale : Reno Isaac
- Production : Paulo Branco
- Société de production : Alfama Films, Cofinova 4
- Date de sortie : 16 juillet 2008
- Langue originale : français
- Durée : 113 minutes
- Format : couleur
- Pays :  France

## Distribution
- Émile Berling : Lucas Chapuis
- Karine Barbosa : Ernestine Dollia
- Marine Barbosa : Colette Dolia
- Florence Thomassin : Sabine Dulac
- François Civil : Martial Dulac
- Alice Amiel : Déborah
- Thomas Cerisola : Jean-Yves Dulac
- Marc Bodnar : Boris
- Valérie Lang : Priscilla
- Pascal Bongard : Scylla